# أليكساندرو زاهاريا
أليكساندرو زاهاريا (بالرومانية: Alexandru Zaharia)‏ هو لاعب كرة قدم روماني في مركز الوسط، ولد في 25 مايو 1990 في كرايوفا في رومانيا. لعب مع نادي أوتسيلول غالاتسي ونادي بترولول بلويشتي ونادي بوليتكنيكا ياش.

## وصلات خارجية
- أليكساندرو زاهاريا على موقع قاعدة بيانات كرة القدم.إي يو (الإنجليزية)
- أليكساندرو زاهاريا على موقع Soccerway.com (الإنجليزية)